# Typhonia olenitis
Typhonia olenitis is een vlinder uit de familie zakjesdragers (Psychidae). De wetenschappelijke naam van deze soort is, als Melasina olenitis, voor het eerst geldig gepubliceerd in 1914 door Edward Meyrick. De combinatie in Typhonia werd in 2011 gemaakt door Sobczyk.

## Type
- type: niet gespecificeerd
- instituut: MNHN, Parijs, Frankrijk
- typelocatie: "Kenya, Lake Turkana (Rudolphe)"